# 缗之战 (前637年)
缗之战，發生於前637年（周襄王十五年、鲁僖公二十三年、齐孝公六年、宋襄公十四年），齐孝公率军攻打宋国缗邑（在山东省金乡县东北）的作战。
前643年，齐桓公死后，宋襄公拥立齐孝公继位。前641年冬，鲁国、蔡国、楚国、郑国、齐国等国国君在齐国举行盟会，纪念原诸侯霸主齐桓公，来增进各诸侯国间的友谊。宋襄公没有应邀赴会。齐孝公因此对宋襄公心怀不满。在前638年宋军在泓水之战败于楚国之後，前637年春，齐孝公率军围攻宋国缗邑。五月，因为在泓水之战受伤，宋襄公卒。